# 빌리 그레이

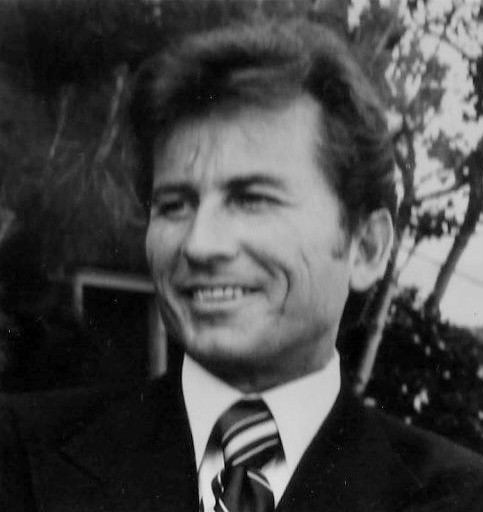

빌리 그레이(Billy Gray, 1938년 1월 13일 ~ )는 미국의 배우, 텔레비전 배우이다.
로스앤젤레스에서 태어났다.

## 영화
- 사랑과 총탄 (1979년)
- 오토바이 늑대인간 (1971년)
- 네이비 Vs. 나이트 몬스터 (1966년)
- 투 포 더 시쏘 (1962년)
- 세븐 리틀 포이스 (1955년)
- 슈퍼맨 - 54년작 1 (1954년)
- 더 걸 넥스트 도어 (1953년)
- 바이 더 라이트 오브 더 실버리 문 (1953년)
- 온 문라이트 베이 (1951년)
- 지구 최후의 날 (1951년)
- 미스터 880 (1950년)
- 애보트와 코스텔로 3 (1949년) - 마이너 롤 역
- 낯선 여인 (1946년)
- 그들에겐 각자의 몫이 있다 (1946년)